# 兄に付ける薬はない!
『兄に付ける薬はない！』（あににつけるくすりはない、中: 快把我哥带走）は、幽・霊による中国の漫画。学生の兄妹「時分（シーフン）」と「時秒（シーミョ）」を中心におくる日常コメディ。
中国のウェブコミック配信サイト『快看漫画』で連載され、中国国内で閲覧数が30億回を超えた。
日本でも集英社が運営するwebマンガサイト『少年ジャンプ+』で2017年9月より連載されている。
中国友誼出版公司から出版されている単行本は2015年に第1巻が刊行され、その後2022年までに6巻が刊行されている。日本では2018年に集英社からジャンプコミックスの1冊として蔡星晨と金則栩が訳した日本語版が出版された。
2017年に日本のウェブアニメーターであるラレコが監督してテレビアニメ化され、中国と日本で放送開始された。2018年には中国で実写ドラマ化作品が配信された。鄭芬芬が監督した実写映画化作品も同じく2018年に公開された。

## 登場人物
声は日本版 / 中国版のアニメの声優、演は特記無き場合ドラマ版 / 映画版の俳優。
時分（シーフン）
声 - 中村悠一 / 辺江
演 - ジョセフ・ゼン / ポン・ユーチャン
時秒の兄。高校1年（高級中学1年）で普通中学（日本での普通科高等学校にあたる）に通う。特技なし、彼女なし、学力なし、根性なし、と時秒は評価している。考えが浅い割に格好いいことをしたりあくどい行為をした結果、時秒に威圧されたり格闘技を仕掛けられることが多い。前述のようにだらしない日々を送っているが、時秒を妹として大事に思っており、立派な兄と思われたい節がある。長身だが筋力はそこまでない。一応バスケ部で部活はしているが補欠。
時秒から取り柄がないように扱われているが、絶望的なまでに不器用な時秒に代わって子供の頃から家事全般を取り仕切っているため料理や掃除が得意であり、かなりのスキルを誇る。
時秒（シーミョ）
声 - 雨宮天 / 小連殺
演 - スン・チエン / チャン・ツィフォン
時分の妹。中学3年（初級中学3年）。特技は格闘技。彼氏なし。気が強い性格で時分に容赦しないが、時折時分に優しさを見せる時がある。基本的に時分に対する扱いは厳しいが、まともに○が書けないほど不器用で家事を時分に丸投げしているため、家事に関しては時分に頭が上がらない。食堂で食事ができず困っているところを開心に助けられ、兄の友達とは知らずに恋心を抱く。恋愛については盲目で、冷静になった時にあきれる行為をすることも。なお、時分と開心が友人であることはレストランで出禁となった同性カップルの写真を見て初めて知った。
開心（カイシン）
声 - 小野賢章 / 皇貞季
演 - 王旭東 / 孫沢源
時分の友人。さわやかな性格で、時分とノリノリで会話するほど仲が良く、カップル限定食べ放題を目当てに同性カップルを装う（店からは後に出禁となる）など一緒にアホな行動を取る事が多い。また、バスケ部のエースでもある。時秒が時分の妹だという事は後から知った。苗字は甄でフルネームは甄開心（チェン・カイシン）である。
妙妙（ミョウミョウ）
声 - 森永千才 / 新月氷氷
演 - ルー・シャオユー / チャオ・ジンマイ
時秒の友人。ハートの髪留めで後ろ髪を束ねている。少々うっかりなところがある。年相応の少女の感性で恋話に興味を持ち、時秒の恋に対して後押ししている。その過程で、化粧に疎い時秒に手ほどきを行った。
万歳（バンザイ）
声 - 花江夏樹 / 阿傑
演 - 胡永涛 / 方翔鋭
金持ちで貴族中学からの転校生。黒縁メガネをかけている。自分はモテる要素を備えているというナルシストで、金持ちというステータスを捨ててモテようというもくろみで普通中学に転校してくる。しかし、同じクラスメイトの開心から金持ち疑惑をかけられ、特待生という弁明で乗り切る。その実、頭はよくなく、そのつながりで時分と開心とつるむことに。時分と開心が家に遊びに来た時は豪邸を見られないためわざわざ衛生環境最悪なボロ家を建てるなど、思考回路がどこかズレている。
執事（声 - 加藤慎吾）が仕えている。サングラスをかけたママ（声 - 森永千才）は、過激な言動をする。
万幸（バンシン）
声 - 花江夏樹 / 叮噹
演 - 馬柏全 / 劉冠毅
万歳の弟。万歳と同じく元は貴族中学の生徒だったが、兄の後を追うように普通中学に転校し、時秒、妙妙のクラスメイトとなる。金持ちのステータスを嫌い、庶民的な感覚を大事にしている万歳とは対照的に食堂の料理を「豚の餌」と辛辣に評するなど自身が金持ちである事を隠そうとしていない。その一方で、近くに居合わせた万歳→時秒→開心の一方通行な片思いを見て面白がるなど新たな学校での生活をそれなりに気に入っている模様。
班長 / 優楽（ユウラ）
声 - 森永千才
演 - 許暁諾（ドラマ版）
時分らのクラスでクラス委員長（班長）を務めている少女。幼少から班長を務めているため、班長というあだ名で呼ばれている。対照的な時分にたびたび小言を言うが、どこか気にしている面もある。
王可可
演 - 李夢露（ドラマ版）
程昊男
演 - 譚泉（ドラマ版）

## 書誌情報
中国友誼出版公司より既刊6巻。
1. 2015年10月1日発売 ISBN 978-7-5057-3587-3
2. 2016年 ISBN 978-7-5057-3797-6
3. 2018年 ISBN 978-7-5057-4431-8
4. 2020年 ISBN 978-7-5057-4911-5
5. 2021年 ISBN 978-7-5057-5062-3
6. 2022年 ISBN 978-7-5057-5493-5[3]

集英社より全1巻。
1. 2018年6月4日発売 ISBN 978-4-08-881474-2

## テレビアニメ
『兄に付ける薬はない！-快把我哥帯走-』のタイトルでアニメ化されており、日本ではTOKYO MXで放送、中国ではテンセントビデオやbilibiliで配信されている。
第1期は2017年4月から6月まで放送、中国では同年3月より日本語版も含め先行配信された。第2期『兄に付ける薬はない！2-快把我哥帯走2-』は2018年7月から12月まで放送・配信された。第3期『兄に付ける薬はない！3-快把我哥帯走3-』は日本では2019年10月より放送、中国では同年8月より先行配信された。第4期『兄に付ける薬はない！4-快把我哥帯走4-』は日本では2020年10月より放送、中国では同年8月より先行配信された。第5期『兄に付ける薬はない！5-快把我哥帯走5-』では日本でもネット配信のみとなり、2022年7月29日より10月までdアニメストアほかにて配信、中国では6月29日より配信されている。
中国コミック原作ではあるが大半を日本で制作しており、監督はやわらか戦車などを手掛けるラレコが担当。アニメでの文字表現は原作の字の表記をそのまま採用している。第5期では監督が青池良輔に変更となっている。

### スタッフ
|                    | 第1期                    | 第2期                    | 第3期                    | 第4期                    | 第5期                      |
| ------------------ | ------------------------ | ------------------------ | ------------------------ | ------------------------ | -------------------------- |
| 原作               | 幽・霊                   | 幽・霊                   | 幽・霊                   | 幽・霊                   | 幽・霊                     |
| 監督・脚本         | ラレコ                   | ラレコ                   | ラレコ                   | ラレコ                   | 青池良輔                   |
| 美術               | 白佐木和馬               | 白佐木和馬               | 白佐木和馬               | 白佐木和馬               |                            |
| 音響監督           | 千田耕平                 | 千田耕平                 | 千田耕平                 | 千田耕平                 |                            |
| 音楽               | 出羽良彰                 | 出羽良彰                 | 出羽良彰                 | 出羽良彰                 |                            |
| 企画               | Tencent Penguin Pictures | Tencent Penguin Pictures | Tencent Penguin Pictures | Tencent Penguin Pictures | Tencent Penguin Pictures   |
| アニメーション制作 | イマジニア               | イマジニア               | イマジニア               | イマジニア               | イマジニア                 |
| アニメーション制作 | ファンワークス           | ファンワークス           | ファンワークス           | ファンワークス           | フィーバークリエイションズ |
| アニメーション制作 |                          | Planet Cartoon           |                          |                          |                            |

### 主題歌
「Sunny side up」
第1期主題歌。作詞・作曲は森良太、歌・編曲はBrian the Sun。中国語版はオフボーカル版が使用された。
「Let Him Go!」
第2期主題歌。作詞は賈甲、作曲・編曲は郭川、歌は佑可猫。
「進撃的青春」
第3期主題歌。作詞は小嘞個朵、作曲・編曲は陳義、歌は王玥。
「Come on youth」
第4期主題歌。作詞は軒轅冷酷、作曲・編曲は陈义、歌は王玥、鶴森Mori。
「我的校園戰記」
第5期主題歌。作詞は李喆、作曲はLit-Z、歌はLit-Z

### 各話リスト
| 話数       | サブタイトル（日） | サブタイトル（中） |
| 第1期      | 第1期              | 第1期 |
| ---------- | ------------------ | --- |
| EPISODE 01 | 私的兄             | 我哥这种生物 什么时候灭绝 急 在线等                                                                                       |
| EPISODE 02 | 危機的放課後       | 危险的放学后 某过于班主任大喊“晚自习要加钟”                                                                               |
| EPISODE 03 | 兄的威厳           | 哥哥的威严 有这种东西吗？多少钱一斤？                                                                                     |
| EPISODE 04 | 恋愛的食堂         | 食堂圣地不得造次 大妈勺里的猪肝炒草莓，仿佛闪现着天堂的光辉                                                               |
| EPISODE 05 | 奇跡的再会         | 众里寻他千百度 找完教育处又找小卖部...今天辣条半价！                                                                      |
| EPISODE 06 | 食欲的同志         | 唯爱与美食不可辜负 呃......要不爱就算了吧 反正又不能吃                                                                    |
| EPISODE 07 | 時秒的恋慕         | 人型兵器少女心 全体一级恋爱准备 荷尔蒙上膛，智商下线                                                                      |
| EPISODE 08 | 貴族的憂鬱         | 万岁驾到！ 你明白每天在十万平米大床上醒来的痛苦吗？                                                                       |
| EPISODE 09 | 突然的来客         | 生日惊喜 哼，今天勉为其难叫你一声哥，别太嘚瑟哦                                                                           |
| EPISODE 10 | 時分的暴走         | 时分在行动 震惊！三名男子竟在学校门口围堵妙龄女学生！                                                                     |
| EPISODE 11 | 時秒的憂鬱         | 无忧郁不青春 .....作者凭本事想出来的误会 凭什么要解开？                                                                   |
| EPISODE 12 | 兄妹的日常         | - |
| 第2期      |                    | |
| EPISODE 01 | 軍事的訓練         | 这就是军训 教官虐我千百遍，我待教官……算了，前半句就够了。                                                                 |
| EPISODE 02 | 兄的算段           | 商场如战场 为了化解流动性危机，少年走上了变卖非生产用固定资产之路！                                                       |
| EPISODE 03 | 寄生的兄           | 寄生生物时分 你的就是我的，我的还是我的                                                                                   |
| EPISODE 04 | 悪童的挑戦         | 吃货的生死竞赛 頭可断！血可流！零食不能被没收                                                                             |
| EPISODE 05 | 平民的生活         | 最香不过路边摊 这位大爷，麻烦你控制一下想加香菜的强烈欲望好吗？                                                           |
| EPISODE 06 | 灼熱的放課後       | 燃情时刻 今天的气温是三分熟到五分熟，燃点低的观众请避免外出                                                               |
| EPISODE 07 | 衝撃的報復         | 万岁的初恋 这是一个王子愛上公……然殴打无喜百姓的恶龙的故事                                                                 |
| EPISODE 08 | 怪異的転校生       | 小小转校生 难道校园故事塞新角色只能用转校生吗？不，还可以用跳级生                                                         |
| EPISODE 09 | 幸福的食堂         | 食堂里的言情剧 青春虐恋，豪门恩怨，咱们这出戏还真是啥都有阿                                                               |
| EPISODE 10 | 人気者的苦悩       | 初吻这件大事 守心守身守嘴皮，防火防盗防兄弟                                                                               |
| EPISODE 11 | 貴族的休日         | 与周末为敌 来讲个每周一次的恐怖故事——明天周一                                                                             |
| EPISODE 12 | 貴族的内偵         | 名侦探万幸 呃，你刚才说的是“真相只有一个”还是“真香啊这个”？                                                               |
| EPISODE 13 | 逃避的睡眠         | 梦醒时分 我不是打瞌睡，是我的上眼皮和下眼皮想切磋一舌武功                                                                 |
| EPISODE 14 | 承認的願望         | 我与班长一二事 这是一介公主遇上王……水都烧不破脸皮的笨蚤的故事                                                             |
| EPISODE 15 | 恋愛的予感         | 我与班长二三事 你看这课本，他又香甜；你看这恋愛，他又酸又臭                                                               |
| EPISODE 16 | 秘密的恋愛         | 我与班长三四事 你说上面那个标題，不喊停你是不是打算一直数下去？                                                           |
| EPISODE 17 | 精神的外傷         | 我与班长没事了 以为会有正常感情线的同学，是不是对本剧有什么误解                                                           |
| EPISODE 18 | 絶望的馬鹿         | 自古开心一根筋 如果聪明是一种罪，那我一定是……罪恶克星！                                                                   |
| EPISODE 19 | 脆弱的友情         | 吵架的真意 反弹！再反弹！反弹无效！我去告老师了！！！                                                                     |
| EPISODE 20 | 甘美的関係         | 开心绯闻之谜 怎么在帅哥遍地的环境里保持笔直，这真是个世界性难题                                                           |
| EPISODE 21 | 孤独的家路         | 英雄救美 标题与实际内容无关，只是为了万家面子上好看……                                                                     |
| EPISODE 22 | 打破的行動         | 时秒的告白 情路坎坷终陷绝境！痴情少女为爱弑兄？请关注本台报道。                                                           |
| EPISODE 23 | 時秒的誕生日       | 生日礼物 女孩的心思男孩你别猜〜♬ 猜来猜去猜出个祸害〜♪                                                                    |
| EPISODE 24 | 充実的一日         | - |
| 第3期      |                    | |
| EPISODE 01 | 青春的潮騒         | 浪花中的夏天 大海啊你全是水！暑假啊咋眨眼没！                                                                             |
| EPISODE 02 | 感動的善行         | 见义勇为 量力谨慎 地球不爆炸，作业不落下：宇宙快溶解，要写还得写。                                                        |
| EPISODE 03 | 幸福的感冒         | 传染病流行中 .....从症状上来看，大概是一种叫做“要人抱抱才能好”的病吧                                                      |
| EPISODE 04 | 長兄的責務         | 哥哥的责任 从小到大，从校到家，正面挨打，曲线护花                                                                         |
| EPISODE 05 | 灼熱的監禁         | 荒厕求生 人生就是一场冒险，总在光屁股的时候掉线                                                                           |
| EPISODE 06 | 圧倒的努力         | 努力的方向 不逼自己一把，你永远不知道自己有多棒.....槌                                                                    |
| EPISODE 07 | 顔面的改変         | 化妆的艺术 妆罢低声问夫婿.....安能辨我是雄雌？                                                                            |
| EPISODE 08 | 絶対的貧乏         | 贫民窟的王子 今天的午餐是法式草根烩树皮佐西北风，请殿下享用                                                               |
| EPISODE 09 | 校内的清掃         | 挑战大扫除 现在科技这么发达，是时候让扫帚自己想想办法                                                                     |
| EPISODE 10 | 班長的資格         | 时分的班长梦 .....是当班长的梦，不是和班长的梦，想歪的同学请自重                                                          |
| EPISODE 11 | 節約的生活         | 把节约进行到底 别动那块骨头！那是我的晚饭。别扔那条抹布！改改做件衬衫。                                                   |
| EPISODE 12 | 不都合的優勝       | 猪队友也有理想 雄赳赳，气昂昂，时分来砸场！                                                                               |
| 第4期      |                    | |
| EPISODE 01 | 時分的断捨離       | 時分的斷捨離 別人的房間是溫馨愛窩，你的房間是密室逃脫。                                                                   |
| EPISODE 02 | 不都合的真実       | 眼中的真相 眼睛是心靈的窗口，扒開來才知道是騾子是狗。                                                                     |
| EPISODE 03 | 開心的問題         | 現在是學習時間！ ......嚇得我趕緊玩了兩個小時手機冷靜一下                                                                 |
| EPISODE 04 | 通学的自転車       | 騎車吧！萬幸！ 再寒酸的自行車，我也能騎出微服私訪的風格                                                                   |
| EPISODE 05 | 武術的達人         | 武學奇才的誕生 哼，江湖上誰人不知我拿臉接拳頭的絕技！？                                                                   |
| EPISODE 06 | 理不尽的指名       | 點名是學生的噩夢 四目相交 會心一笑 該你答的題 想跑也跑不掉                                                                |
| EPISODE 07 | 虚栄的腹筋         | 時分的腹肌 這......這團同學，游泳健身了解一下？                                                                           |
| EPISODE 08 | 庶民的浴場         | 公共澡堂丟人事件（前篇） 為什麼南方人敢徒手打蟑螂，卻不敢裸體進澡堂？                                                     |
| EPISODE 09 | 男子的熱闘         | 公共澡堂丟人事件（後篇） 搓澡不可怕，誰怂誰尷尬                                                                           |
| EPISODE 10 | 厳格的乙女         | 遲到的正確方法 不罰站的遲到沒有靈魂，沒挨罵的懶覺不算青春                                                                 |
| EPISODE 11 | 希少的逸品         | 黑科技運動鞋 腳下的鞋不是鞋，是八十馬赫的飛碟                                                                             |
| EPISODE 12 | 必然的邂逅         | 別針換別墅 本集由《白日做夢》節目組傾力演出，"癡心妄想"精神科友情贊助                                                     |
| 第5期      |                    | |
| EPISODE 01 | 友情的焼肉         | 眾籌式燒烤 天下沒有免費的烤肉，除非你厚著臉皮眾籌！                                                                       |
| EPISODE 02 | 川辺的焼肉         | 河邊的燒烤派對 幸福是熬夜不困，幸福是考試滿分，幸福還是想吃什麼                                                           |
| EPISODE 03 | 妹的彼氏           | 時秒的男朋友 人在家中把課補，外面傳言離大譜                                                                               |
| EPISODE 04 | 嫌的虫             | 战斗力爆表的生物 大蟑~吃药啦！！！！！                                                                                    |
| EPISODE 05 | 暗記的方法         | 背单词的小技巧 攻克最难的一个单词后我倒下了，我承认你是个强敌——abandon                                                    |
| EPISODE 06 | 万歳的夢           | 篮球天才万岁 运动鞋和底板的摩擦声是最美的交响乐！                                                                         |
| EPISODE 07 | 遊園地的花火       | 两个人的烟花 别问了 烟花不管从哪个角度看都是圆的啦！                                                                      |
| EPISODE 08 | 子猫的誘惑         | 猫咪的诱惑 喵喵喵喵喵喵喵喵喵喵喵喵喵喵喵喵喵喵喵喵喵喵 喵喵喵喵喵喵喵喵喵喵喵喵喵喵喵喵喵喵 喵喵喵喵喵喵喵喵喵喵喵喵喵喵 |
| EPISODE 09 | 時秒的料理         | 爱上做饭好吃的人 闪烁著深渊的光辉，散发着摄人的气味……原来是你的料理……                                                     |
| EPISODE 10 | 買物的恐怖         | 百货公司历险记 都说商场如战场，原来是这个意思！                                                                           |
| EPISODE 11 | 鍛錬的器具         | 时分的逆袭 昨天没把拳脚展，今天沙袋就造反？                                                                               |
| EPISODE 12 | 期末的試験         | 最终的试炼 阳光总在风雨后，但是这风雨也太大了咕噜咕噜……                                                                   |

### 放送局
| 放送期間                                                                                         | 放送時間                                                 | 放送局   | 対象地域 |
| ------------------------------------------------------------------------------------------------ | -------------------------------------------------------- | -------- | -------- |
| 2017年4月7日 - 6月23日 2018年7月9日 - 12月17日 2019年10月7日 - 12月23日 2020年10月2日 - 12月22日 | 金曜 21:55 - 22:00 月曜 21:54 - 22:00 金曜 21:54 - 22:00 | TOKYO MX | 東京都   |

## ドラマ
中国で実写ドラマ化され、2018年6月28日に中国・テンセントでVOD配信された。各話約46分。全30話。阿廖沙が脚本を書き、韓青が監督した。妹のシーミョ役をスン・チエン（孫千）、兄のシーフン役をジョセフ・ゼン（曾舜晞）が演じた。
日本ではNetflixで配信されている。

## 映画
中国で実写映画化され、2018年8月17日に公開された。上映時間115分。監督は鄭芬芬。妹のシーミョ役をチャン・ツィフォン（張子楓）、兄のシーフン役をポン・ユーチャン（彭昱暢）が演じた。
日本ではAmazon Prime Videoで『ヤンチャな兄 どっか行け』の邦題で配信されている。